# Aleksandr Prochanov
Aleksandr Andrejevitj Prochanov (ryska: Александр Андреевич Проханов), född 26 februari 1938 i Tbilisi, är en rysk ultranationalistisk författare och aktivist. Prochanov är redaktör för den ryska ultranationalistiska tidskriften Zavtra ("Morgondagen").

## Biografi
Prochanov tog examen från Moskvas luftfartsinstitut 1960. Efter 1970 arbetade han som utrikeskorrespondent för tidningarna Pravda och Literaturnaja Gazeta i bland annat Afghanistan, Nicaragua, Kambodja och Angola.
Prochanov utgav 1971 sina två första böcker: Idu v put moj ("Jag går min väg") och  Pisma o derevne ("Brev om byn"). Han blev 1972 medlem i Sovjetunionens författarförbund.
Prochanov har sedan 1986 medverkat i flera ryska ultranationalistiska publikationer, däribland tidskrifterna Molodaja Gvardija ("De unga väktarna"), Nasj Sovremennik ("Vår samtid") samt tidningen Literaturnaja Rossija ("Det litterära Ryssland"). Mellan 1989 och 1991 var han redaktör för tidskriften Sovjetskaja Literatura ("Sovjetisk litteratur").
I december 1990 grundade Prochanov tidningen Den ("Dag"). Tidningen utvecklades till en av de mest radikala, kritiska publikationerna mot Michail Gorbatjovs perestrojka-politik.
Prochanov är sedan november 1993 redaktör för tidskriften Zavtra ("Morgondagen"), vilken kombinerar ultranationalistiska och kommunistiska ståndpunkter.

## Politisk aktivism
I samband med det ryska presidentvalet 1991 arbetade Prochanov för den nationalistiske generalen Albert Makasjovs kampanj. Prochanov var också en av undertecknarna till det öppna brevet "Ett ord till folket", som publicerades i juni 1991. Författarna tog i brevet ställning mot de liberaliseringar av det sovjetiska samhället som genomförts under Michail Gorbatjovs styre och för bevarandet av Sovjetunionen som en kommunistisk stat. Prochanov stödde kuppmakarna i samband med försöket till statskupp i Sovjetunionen i augusti 1991.
Under den ryska konstitutionella krisen 1993 deltog Prochanov i ockupationen av regeringsbyggnaden Vita huset i Moskva.
I samband med presidentvalet 1996 stödde Prochanov Gennadij Ziuganov, ledare för Ryska federationens kommunistiska parti.
1999 bjöd Prochanov, tillsammans med Konstantin Kasimovskij, in den tidigare Ku Klux Klan-ledaren David Duke till Ryssland.